# Kategoria Superiore 2019-2020
La Kategoria Superiore 2019-2020 è stata l'81ª edizione della massima serie del campionato albanese di calcio, iniziata il 23 agosto 2019, sospesa il 12 marzo 2020 a causa della pandemia di COVID-19, ripresa il 3 giugno 2020 e terminata il 29 luglio 2020. Il Partizani Tirana era la squadra campione in carica. Il Tirana ha vinto il torneo con due giornate di anticipo, conquistando il suo venticinquesimo trofeo, undici anni dopo l'ultimo trionfo.

## Stagione

### Novità
Bylis Ballsh e Vllaznia sono state promosse dalla Kategoria e Parë, al posto della retrocessa Kastrioti e della esclusa Kamza.

### Formato
La squadra campione è ammessa al primo turno di qualificazione della UEFA Champions League 2020-2021.

La seconda e la terza classificata sono ammesse al primo turno di qualificazione della UEFA Europa League 2020-2021.

La terz'ultima classificata disputa i play-out.

Le ultime due classificate sono retrocesse direttamente in Kategoria e Parë.

## Squadre partecipanti
| Club              | Città       | Stadio                   | Posizione 2018-2019                       |
| ----------------- | ----------- | ------------------------ | ----------------------------------------- |
| Bylis Ballsh      | Ballsh      | Stadio Adush Muça        | 1º posto nel Girone B in Kategoria e Parë |
| Flamurtari Valona | Valona      | Stadio Flamurtari        | 5º posto in Kategoria Superiore           |
| Kukësi            | Kukës       | Stadio Kamëz             | 2º posto in Kategoria Superiore           |
| Laçi              | Laç         | Stadio Laçi              | 6º posto in Kategoria Superiore           |
| Luftëtari         | Gjirokastër | Stadio Gjirokastra       | 8º posto in Kategoria Superiore           |
| Partizani Tirana  | Tirana      | Stadiumi Selman Stërmasi | Campione d'Albania                        |
| Skënderbeu        | Coriza      | Stadio Skënderbeu        | 4º posto in Kategoria Superiore           |
| Teuta             | Durazzo     | Stadio Niko Dovana       | 3º posto in Kategoria Superiore           |
| Tirana            | Tirana      | Stadiumi Selman Stërmasi | 7º posto in Kategoria Superiore           |
| Vllaznia          | Scutari     | Stadio Loro-Boriçi       | 1º posto nel Girone A in Kategoria e Parë |

## Classifica finale
|                    | Pos. | Squadra           | Pt | G  | V  | N  | P  | GF | GS | DR  |
| ------------------ | ---- | ----------------- | -- | -- | -- | -- | -- | -- | -- | --- |
| Albania (bandiera) | 1.   | Tirana            | 70 | 36 | 21 | 7  | 8  | 67 | 35 | +32 |
|                    | 2.   | Kukësi            | 66 | 36 | 19 | 9  | 8  | 59 | 31 | +28 |
|                    | 3.   | Laçi              | 64 | 36 | 19 | 7  | 10 | 61 | 34 | +27 |
| [ 1 ]              | 4.   | Skënderbeu        | 58 | 36 | 17 | 7  | 12 | 42 | 43 | -1  |
|                    | 5.   | Teuta             | 57 | 36 | 15 | 12 | 9  | 41 | 34 | +7  |
|                    | 6.   | Partizani Tirana  | 53 | 36 | 15 | 8  | 13 | 51 | 40 | +11 |
|                    | 7.   | Bylis Ballsh      | 51 | 36 | 12 | 15 | 9  | 46 | 38 | +8  |
|                    | 8.   | Vllaznia          | 46 | 36 | 12 | 10 | 14 | 36 | 41 | -5  |
|                    | 9.   | Flamurtari Valona | 15 | 36 | 2  | 9  | 25 | 32 | 72 | -40 |
|                    | 10.  | Luftëtari         | 14 | 36 | 2  | 8  | 26 | 19 | 86 | -67 |

Legenda:
      Campione di Albania e ammessa alla UEFA Champions League 2020-2021
      Ammesse alla UEFA Europa League 2020-2021
  Partecipa ai play-out.
      Retrocesse in Kategoria e Parë 2020-2021
Tre punti a vittoria, uno a pareggio, zero a sconfitta.

## Risultati

### Prima fase (1ª-18ª giornata)
|                   | BBa | FlV | Kuk | Laç | Luf | PTi | Skë | Teu | Tir | Vll |
| Bylis Ballsh      |     | 5-0 | 2-1 | 1-0 | 1-0 | 2-1 | 2-3 | 0-0 | 3-1 | 0-0 |
| Flamurtari Valona | 2-2 |     | 0-3 | 3-3 | 1-1 | 1-1 | 1-1 | 1-3 | 2-2 | 1-3 |
| Kukësi            | 2-1 | 1-0 |     | 1-1 | 4-1 | 1-0 | 1-1 | 4-0 | 2-1 | 1-2 |
| Laçi              | 0-0 | 3-0 | 1-0 |     | 4-0 | 1-0 | 1-2 | 3-0 | 1-2 | 3-0 |
| Luftëtari         | 1-1 | 2-1 | 0-0 | 1-1 |     | 0-1 | 2-0 | 0-0 | 0-3 | 0-2 |
| Partizani Tirana  | 1-1 | 1-0 | 0-0 | 1-0 | 2-0 |     | 3-1 | 1-1 | 1-2 | 1-0 |
| Skënderbeu        | 0-3 | 1-0 | 0-0 | 1-4 | 2-0 | 3-2 |     | 1-0 | 2-1 | 0-1 |
| Teuta             | 1-0 | 1-0 | 1-0 | 1-0 | 3-1 | 1-0 | 1-0 |     | 1-1 | 0-0 |
| Tirana            | 2-1 | 2-0 | 1-3 | 2-1 | 5-1 | 1-2 | 3-1 | 0-0 |     | 0-0 |
| Vllaznia          | 0-1 | 2-0 | 1-2 | 1-0 | 0-0 | 1-3 | 4-0 | 0-0 | 0-2 |     |

### Seconda fase (19ª-36ª giornata)
|                   | BBa | FlV | Kuk | Laç | Luf | PTi | Skë | Teu | Tir | Vll |
| Bylis Ballsh      |     | 0-0 | 1-1 | 0-3 | 2-0 | 1-1 | 1-0 | 1-0 | 1-3 | 2-2 |
| Flamurtari Valona | 2-3 |     | 1-4 | 1-3 | 6-1 | 1-2 | 0-1 | 2-3 | 0-2 | 1-3 |
| Kukësi            | 1-0 | 4-1 |     | 3-1 | 2-1 | 1-0 | 0-0 | 3-0 | 1-2 | 0-0 |
| Laçi              | 2-1 | 2-1 | 2-0 |     | 3-1 | 1-3 | 1-0 | 1-1 | 3-1 | 5-2 |
| Luftëtari         | 1-1 | 0-1 | 2-5 | 0-2 |     | 0-3 | 0-1 | 1-5 | 0-5 | 0-1 |
| Partizani Tirana  | 2-2 | 2-0 | 1-3 | 1-0 | 8-1 |     | 1-2 | 0-1 | 1-1 | 3-0 |
| Skënderbeu        | 1-1 | 1-0 | 2-1 | 1-1 | 2-0 | 4-1 |     | 3-2 | 1-2 | 2-1 |
| Teuta             | 1-0 | 1-1 | 2-2 | 2-3 | 1-1 | 0-0 | 1-0 |     | 1-0 | 3-1 |
| Tirana            | 1-1 | 2-0 | 1-2 | 1-0 | 5-1 | 5-1 | 1-1 | 2-1 |     | 3-0 |
| Vllaznia          | 2-2 | 1-1 | 1-0 | 0-0 | 4-0 | 1-0 | 0-1 | 0-3 | 0-1 |     |

## Spareggio promozione-retrocessione
|          | Risultati |            | Luogo e data           |
| -------- | --------- | ---------- | ---------------------- |
| Vllaznia | 3 - 1     | Besëlidhja | Shkoder, 2 agosto 2020 |
|          |           |            |                        |

## Statistiche

### Individuali

#### Classifica marcatori
| Gol | Rigori |  | Giocatore       | Squadra          |
| --- | ------ |  | --------------- | ---------------- |
| 23  | 7      |  | Kyrian Nwabueze | Laçi             |
| 22  | 7      |  | Vasil Shkurtaj  | Kukësi           |
| 14  | 6      |  | Sherif Kallaku  | Teuta            |
| 13  |        |  | Michael Ngoo    | Tirana           |
| 12  |        |  | Redon Xhixha    | Laçi             |
| 10  | 1      |  | Eraldo Çinari   | Partizani Tirana |
| 10  | 5      |  | Gilman Lika     | Vllaznia         |
| 10  | 6      |  | Idriz Batha     | Tirana           |
| 10  |        |  | Kristal Abazaj  | Kukësi           |
| 10  |        |  | Dejvi Bregu     | Skënderbeu       |
| 10  | 2      |  | Saliou Guindo   | Bylis Ballsh     |